# 腎上腺皮促素抗性症候群
腎上腺皮促素抗性症候群是由數種罕見病徵所組成的症候群，有時腎上腺皮促素抗性成為唯一單獨存在的表徵。腎上腺皮促素抗性症候群其中包括家族性糖皮素缺乏症與Triple A症候群。
家族性糖皮素缺乏症患者於ACTH接受器的位置有數個誤意突變，但並非所有患者皆會發生此突變。Triple A症候群典型特徵為腎上腺缺失，賁門弛緩不能與淚液減少三種組合，並伴隨一些較為多變的神經學症狀。
其發生率若為1/4。
遺傳方面，其遺傳方式為一體染色體隱性遺傳。